# فاکستون (کلرادو)
فاکستون (به انگلیسی: Foxton) یک منطقهٔ مسکونی در ایالات متحده آمریکا است که در شهرستان جفرسون، کلرادو واقع شده‌است. فاکستون ۱٬۹۶۹ متر بالاتر از سطح دریا واقع شده‌است.